# INgrooves
Ingrooves Music Group es una empresa de distribución, tecnología, y marketing global de América del Norte que ofrece servicios personalizados para artistas y sellos discográficos, propiedad de Universal Music Group. Las tres divisiones de la compañía incluyen servicios de distribución, servicios de gestión de derechos e INresidence, una división de servicios para artistas. Utilizan un sistema de distribución patentado y mantienen un enfoque en la tecnología de análisis y generación de informes.
La empresa se fundó en San Francisco en 2002. En el 2015, la red minorista de Ingrooves incluía más de 600 servicios y escaparates.
En 2008, Universal Music Group (UMG) seleccionó a la empresa matriz de Ingrooves, Isolation Network Inc., para distribuir digitalmente en Norteamérica toda su música. En 2010, Shamrock Capital, un fondo de inversión fundado por Roy E. Disney, realizó una importante inversión en la empresa, lo que permitió a Ingrooves adquirir Fontana Distribution en 2012. Posteriormente, Ingrooves amplió sus servicios para incluir la distribución física.
En 2012, lanzó una división de servicios para artistas, INresidence, un servicio basado en proyectos para artistas consagrados y artistas emergentes que publican música de forma independiente. Establecieron una división de Servicios de Derechos dedicada a la publicación de música, licencia de sincronización y derechos conexos en 2013.